# Aliança das Agências de Informação de Língua Portuguesa
A Aliança das Agências de Informação de Língua Portuguesa (ALP) é uma instituição da Comunidade dos Países de Língua Portuguesa (CPLP). 

## História
A ALP foi criada em Lisboa, em julho de 1996, durante o Fórum da Comunicação. Os seus objetivos são a promoção do desenvolvimento das agências de informação nacionais com vista a reduzir os desequilíbrios existentes entre as mesmas, bem como entre as agências associadas a formação profissional no campo jornalístico e tecnológico.

## Membros da ALP
- ANGOP (Agência Angola Press), Angola
- Agência Brasil, Brasil
- Inforpress (Agência Cabo-verdiana de Notícias), Cabo Verde
- AIM (Agência de Informação de Moçambique), Moçambique
- ANG (Agência de Notícias da Guiné), Guiné-Bissau
- Lusa (Agência de Notícias de Portugal), Portugal
- STP-Press (Agência Noticiosa de São Tomé e Príncipe), São Tomé e Príncipe
- Tatoli (Agência Noticiosa de Timor-Leste), Timor-Leste